# J. Grant Albrecht
J. Grant Albrecht é um dublador. Ele é conhecido por seu papel na versão inglesa de Metal Gear Solid 3: Snake Eater e do personagem Cryptosporidium da série Destroy All Humans!. Entre seus últimos trabalhos inclui-se o personagem Death Metal do jogo No More Heroes